# Naturschutzgebiet Rögnitzwiesen bei Neu Lübtheen
Koordinaten: 53° 15′ 36,1″ N, 11° 2′ 55,4″ O
Das Naturschutzgebiet Rögnitzwiesen bei Neu Lübtheen war ein 206 Hektar umfassendes Naturschutzgebiet in Mecklenburg-Vorpommern bei Neu Lübtheen. Der namensgebende Flusslauf der Rögnitz bildete die Westgrenze der Flächen. Die Ausweisung als Schutzgebiet erfolgte am 15. Mai 1990 mit dem Ziel, Grünland- und Röhrichtflächen der Rögnitzniederung zu erhalten, da diese eine große Bedeutung als Vogelrastplatz und Brutgebiet für Wasser- und Watvögel haben. 
Das Naturschutzgebiet befand sich im Naturpark Mecklenburgisches Elbetal. Heute liegt das Gebiet im UNESCO-Biosphärenreservat Flusslandschaft Elbe-Mecklenburg-Vorpommern. Mit Verabschiedung des „Gesetzes über das Biosphärenreservat Flusslandschaft Elbe Mecklenburg-Vorpommern“ vom 15. Januar 2015 wurde das Großschutzgebiet zur Umsetzung der nationalen Kriterien für die Anerkennung und Überprüfung von Biosphärenreservaten der UNESCO in Deutschland in Kern- und Pflege- und Entwicklungszonen gegliedert (§ 6 BRElbeG M-V). Gleichzeitig wurden mit Artikel 7 des Gesetzes „Aufhebung von Rechtsvorschriften“ die nationalen Schutzgebietsverordnungen und Beschlüsse u. a. zu Landschafts- und Naturschutzgebieten sowie zum Naturpark „Mecklenburgisches Elbetal“ aufgehoben, so dass diese Schutzgebietskategorien innerhalb des Biosphärenreservates nicht mehr existieren. Die Flächen des Naturschutzgebietes sind in den Schutzstatus Pflegezone in das UNESCO-Biosphärenreservat Flusslandschaft Elbe-Mecklenburg-Vorpommern übergegangen. Es ist nach EU-Recht Bestandteil eines FFH- und Vogelschutzgebietes.
Es existieren mehrere öffentliche Wege im Gebiet.

## Geschichte
Die Rögnitzwiesen entstanden als neuzeitliche Talsandablagerungen, die anschließend als Versumpfungsmoor vermoorten. Die Flächen waren bis Mitte des 19. Jahrhunderts bewaldet. Kleinere unbewaldete Bereiche wurden als Hutung genutzt. Die nahe gelegene Elbe beeinflusste den Wasserhaushalt: bei Hochwasser wirkte sich der Rückstau des Wassers bis auf die Rögnitzwiesen aus. Ab 1845 wurden die Rögnitzwiesen nach und nach trockengelegt und der Rögnitzlauf begradigt. Das entstandene Grünland wurde bis 1991 intensiv genutzt.

## Pflanzen- und Tierwelt
Binsen und Seggen bedecken die Feuchtwiesen im nördlichen Teil während im Süden wechselfeuchtes Augrünland anzutreffen ist. Typische Arten der Pflanzenwelt sind Wasserschwaden, Schlank-Segge, Rohr-Glanzgras, Flatter-Binse, Sumpfdotterblume, Wiesen-Schaumkraut, Mädesüß, Sumpf-Schwertlilie und Schild-Ehrenpreis. 
Hervorhebenswerte Brutvögel im Gebiet sind Bekassine, Kiebitz, Wachtel, Wiesenweihe, Ortolan, Schwarzkehlchen und Großer Brachvogel. Als Zugvögel können Grünschenkel, Bruchwasserläufer, Zwergtaucher, Schellente, Zwerg- und Singschwan sowie die Sumpfohreule beobachtet werden. Der Biber breitet sich immer mehr über die Elbe-Nebenflüsse aus. Der Fischotter kommt vor.